# 대한민국의 교육 연구
다음은 대한민국의 교육 연구에 대한 설명이다.

## 개요
대한민국의 교육연구는 1945년 해방과 더불어 시작되었다고 볼 수 있다. 해방 이후부터 비로소 대한민국교육의 재건을 위한 연구가 한국인 학자들에 의해 시작되었다. 그러나 이 시기에 교육문제에 관심을 가지고 학문적인 연구를 할 수 있었던 학자들의 수는 극히 제한되어 있었고, 그나마도 당시의 사정으로는 그들이 교육학자로서 학문에만 진력할 수 없는 형편이었다. 인적자원 부족으로 그들의 대부분은 교육행정가로서나 교육실무자로서 활동해야 했다.
해방직후 대한민국의 교육연구는 연구라기보다는 새로 세워지는 나라에 알맞은 교육이 어떤 것인지를 찾아내기 위한 준비단계의 움직임이라고 말할 수 있다. 이 시기에 대한민국 교육에서 시급하게 요청되었던 문제는, 어떻게 하면 빠른 시일 안에 일본 식민지교육의 흔적을 씻어버리고 새로운 교육이념을 찾아 교육의 방향을 바로잡느냐 하는 것이었다. 이러한 시대적 요청에 따라 대한민국교육의 민주화작업이 시작되었다. 그 당시로서는 민주주의적 교육의 모범은 바로 미국의 교육이었고, 미국식 교육의 학문적 토대는 듀이(J. Dewey)를 중심으로 한 민주주의 교육이었다. 따라서 초기의 한국 교육학은 주로 듀이의 사상을 소개하고 보급하는 데 주력하였다. 이 시기에 시작된 교육의 민주화운동을 전통적 일제교육에 대신하는 새로운 교육이라는 뜻에서 ‘새교육’ 운동이라고 부르게 되었고, 새교육의 사상은 그 후 상당히 오랜 기간 동안 한국 교육을 지배해 왔다.

## 발전
새교육운동이 어느 정도 널리 보급되면서 차츰 대한민국의 교육은 민주교육으로의 방향을 갖추어 갔다. 이제 한국의 교육이 민주교육으로 실현되기 위해서 필요한 것은, 실제로 어떻게 가르칠 것인가 하는 교육방법을 연구하는 일이다. 그리하여, 1950년대 중반부터는 민주교육을 실천하기 위한 교육방법의 보급과 연구가 시작되었다. 따라서 교육심리학과 학습 및 교수방법에 대한 연구와 보급이 점차로 활기를 띠게 되었다.
1952년에 내한했던 제1차 ‘미국교육사절단’은 현장 교사들에게 새로운 학습지도법을 보급·발전시키는 데 주도적인 역할을 하였다. 이후 1950년대 중반부터 1950년대 말까지는 대한민국의 교육방법의 연구는 주로 미국 교육학에서 개발된 과학적 이론과 방법을 도입·소개하는 데에 주력하였다. 이 기간의 연구는 대개가 교육측정·평가 및 통계학의 기초적인 이론의 소개와 초보적인 기술의 보급을 위한 것이었다.
1953년에 중앙교육연구소(中央敎育硏究所)가 발족되면서 교육연구의 과학화 새교육 보급을 위한 본격적인 활동이 시작되었다.
대한민국의 교육연구가 발전기로 접어들면서 눈에 띄게 나타난 한 가지 특색은 교육의 과학화를 위한 연구, 특히 측정방법의 연구가 점차로 활기를 더해 가는 것과는 반대로, 초기에 태동했던 교육의 사상적·역사적 연구가 침체되기 시작하였다는 점이다. 학자의 수에서도 그러했거니와 교육계의 일반적인 추세도 교육의 과학적 방법에 지대한 관심을 갖는 데 비해, 교육의 이념이나 철학에 대한 관심은 소홀이 되는 경향이었다.
1950년대를 지나 1960년대로 접어들면서부터 교육의 과학적 연구는 전성기를 맞게 되었다. 각종 표준화 심리검사·학력검사 등의 제작·보급이 활발해졌으며, 교육 일선에서도 널리 활용되었다. 이 시기의 교육학 연구는 교육의 과학화를 위한 측정·평가의 방법과 인간을 이해하기 위한 심리학적 도구의 개발과 보급에 있어 외국의 이론을 이식하는 단계를 넘어 대한민국의 실정에 맞추어 보려는 노력의 단계이기도 했다.
1960년대 초반부터 중반까지는 교육의 과학화를 위한 연구열이 고조되면서 대한민국 교육학의 과학화 운동이 학자의 수에서나 연구결과의 양과 질에서 전성기에 접어들었다고 할 수 있다. 그러나 교육학 전체를 놓고 볼 때에는 심리학과 측정 및 평가방법에 지나치게 의존하는 학문적 편중화 현상, 지나치게 많이 나온 각종 표준화검사(標準化檢査), 그리고 교육의 과학화를 위한 연구에서 신중을 기하지 못한 결과로 유행처럼 자주 바뀐 교육방법의 이론 등으로 말미암아 혼란을 면치 못했다는 지적이 있다. 따라서 자연히 학계에서는 교육학의 토착화와 안정을 모색하는 움직임이 나타나게 되었다.

## 토착화의 모색
1960년대 중반까지 중앙교육연구소와 서울대학교 사범대학 교육심리연구실을 비롯하여 몇몇 지방의 교육연구소들의 연구활동과 각 대학의 교육학과 교수들에 의해 교육의 과학화를 위한 연구가 양적으로 발전하였고, 1960년대 후반에 와서 차츰 안정과 질서를 찾게 되었다.
이러한 노력의 일환으로 1969년에는 ‘한국심리검사제작가협회’가 조직되어 모든 심리검사는 협회의 검인을 받도록 규제되었다. 또한 한국행동과학연구소(1967)와 한국교육개발원(1972)이 교육의 과학화 업무를 수행하기 위한 연구기관으로 발족을 하게 되었다. 이로써 대한민국의 교육연구는 안정과 질서를 찾는 시기로 들어섰다고 평가된다.
교육의 과학화를 위한 연구가 발전기를 거쳐서 토착화를 찾는 단계에까지 이르게 되면서 교육학자들 사이에서는 교육연구가 과학적인 방법의 연구에만 치중함으로써 일어날 수 있는 학문적 편협성과 오류의 위험을 지적하고 한국의 문화·역사·철학을 토대로 한 토착적인 교육학 연구의 필요성이 강조되기 시작하였다. 극소수의 몇몇 학자들만이 한국교육사와 교육철학에 대한 연구를 계속해 왔었으나, 실제로 일선교육에까지는 별로 영향을 미치지 못하였다. 교육의 편협된 과학적 연구에 대한 반성의 소리가 높아지고, 한국의 풍토에 알맞은 교육연구에 대한 요구가 높아짐에 따라 차츰 교육철학·교육사 등의 연구가 가열되기 시작했다. 그리하여 학계에서도 교육의 방법을 연구하는 학자들과 철학·역사를 연구하는 학자들 간에 학문적 영향력의 비중에서 차츰 균형을 이룰 수 있게 되었다. 그러나 교육철학이나 교육사를 연구하는 학자의 수는 교육방법을 연구하는 학자의 수에 비할 수 없으리만큼 적고, 또 학문의 내용과 성격상 짧은 시일 안에 많은 연구가가 배출되기도 어렵기 때문에 앞으로 교육철학·교육사에 관한 연구가 많이 나오리라고는 기대할 수 없었다.
1970년대 초에 와서 교육의 과학적 연구와 철학적 연구가 학문상의 균형을 이루게 되고, 특히 교육의 과학적 연구는 연구진용에서나 연구기관에서 안정을 찾게 되었다.

## 문제점
해방 이후부터 1970년대 초까지의 대한민국에서의 교육연구가 지녀온 가장 중요한 약점으로 다음과 같은 내용이 지적된다.
그 첫 번째는, 외국의 교육사상과 교육방법을 도입하는 데에만 치중해 왔다는 점이다. 새교육운동이 처음 일어날 때부터도 새교육이란 바로 미국식 교육을 모방하는 것으로 생각하여 미국식 민주교육사상을 도입하는 데에 급급했고, 미국에서 개발된 교육방법과 교육연구를 이렇다 할 비판없이 일방적으로 받아 들였던 것이다. 교육학의 연구방법에서도 특히 객관적 실증연구의 방법은 거의가 미국에서 개발된 연구방법들이었다. 따라서 문화구조가 다르고 역사적 배경이나 상황이 다른 한국교육에서, 이러한 외국의 이론과 방법들이 적용되는 과정에서는 많은 문제점과 갈등이 야기될 수밖에 없었다.
두 번째는 한국교육의 전통과 사상을 한국문화 속에서 찾으려 하는 주관적 문헌연구의 발달속도가 객관적 실험연구의 발달에 비해 늦었다는 점이다. 그 이유는 연구자들의 수가 적었다는 점에서도 찾아볼 수 있겠으나, 연구방법이 오랜 동안 문헌고찰의 훈고학적 방법을 탈피하지 못했다는 사실로 미루어 볼 때, 연구방법론에 대한 연구가 부족했기 때문이라고도 말할 수 있다. 문헌고찰의 방법에만 집착할 때에 현실에서 응용·실천되어야만 할 교육학이 비현실적인 학문으로 될 위험이 있다는 지적이다.
세 번째는, 타분야의 학문연구 방법의 도입은 물론 교육학 내에서도 방법론이 상이한 입장끼리 상대편이 연구방법을 서로 도입·응용하려는 노력을 게을리해 왔다는 점이다. 즉 서로 입장이 다른 연구자들끼리의 협력과 대화가 부족했기 때문에 부분적인 교육연구에서는 발전이 있었어도 전체로서의 대한민국 교육학의 발전에는 불균형 내지 차질을 가져 왔다는 사실을 무시할 수 없다고 지적된다.

## 같이 보기
- 대한민국의 교육